# Únor 2008
1. února – pátek
 Dohoda, kterou v Keni zprostředkoval bývalý generální tajemník Organizace spojených národů Kofi Annan, má do patnácti dní ukončit politicky motivované násilí v zemi. S jejími podmínkami vyslovily souhlas strany Mwaie Kibakiho a Raily Odingy znesvářené po nedávných volbách.
  Jihoafrický soud odmítl vydat do České republiky podnikatele Radovana Krejčíře, kterého české úřady stíhají za majetkovou i násilnou trestnou činnost.
 Plzeňský primátor Pavel Rödl zakázal pochod neonacistů městem, plánovaný na den výročí prvního transportu plzeňských Židů do Terezína 19. ledna, v rozporu se zákonem. Rozhodl o tom soud.
2. února – sobota
 Občanská válka v Čadu zasáhla poprvé od roku 2006 hlavní město N'Djamena, do kterého vstoupili povstalci a bojují o kontrolu nad prezidentským palácem a dalšími důležitými body. Rebelové chtějí svrhnout prezidenta Idrisse Débyho, s jehož údajně diktátorskými metodami nesouhlasí.
 Sněhové bouře, které již více než dvacet dní drtí střední a jižní Čínu dále pokračují. Milióny lidí jsou uvízlé na nádražích, ve vlacích, autobusech a autech, dlouhodobě je přerušen přívod elektřiny do řady velkých měst, potvrzeny jsou již desítky mrtvých a stamiliardové škody. Situace se na většině míst nelepší, přestože Čína nasadila do akce statisíce vojáků, v jižní Číně se navíc má počasí podle předpovědí ještě zhoršit.
3. února – neděle
 Vítězem srbských prezidentských voleb je podle prvních zveřejněných odhadů dosavadní prezident Boris Tadić se ziskem 50,3 % hlasů, jeho protikandidát Tomislav Nikolić by měl dostat 48,1 % hlasů a svou porážku už uznal.
 Jedenáct mrtvých a desítky zraněných si vyžádal sebevražedný útok na centrálním nádraží v hlavním městě Srí Lanky Kolombu. Jiný výbuch u městské zoo se obešel bez mrtvých.
 Bývalý guvernér Massachusetts Mitt Romney vyhrál v nominačním volebním shromáždění republikánů v Maine. Pro nadcházející volební superúterý ale průzkumy dál favorizují jeho konkurenta McCaina.
4. února – pondělí
 Po více než roce Izraelem otřásl sebevražedný atentát, který se odehrál ve městě Dimona na jihu Izraele. Krom dvou palestinských útočníků zemřela jedna žena a 38 lidí bylo zraněno. K odpovědnosti se přihlásily Brigády mučedníků Al-Aksá. 
Církev Ježíše Krista Svatých posledních dnů má nového prezidenta. Thomas S. Monson, který byl v pondělí uveden do úřadu jako 16. prezident CJKSPD, je nástupcem G. B. Hyncleyho, který zemřel v lednu.
6. února – středa
 Jasným vítězem volebního superúterý se stal republikán John McCain, který získal tři pětiny rozdělovaných republikánských volitelů a jasně vede souboj o nominaci na kandidáta na prezidenta. Mezi demokraty vyhrál Barack Obama ve více státech, ale počet získaných volitelů vyzněl o 21 lépe pro Hillary Clintonovou.
7. února – čtvrtek
 Republikán Mitt Romney zastavil svou kampaň v primárních volbách před prezidentskými volbami ve Spojených státech. Nic by tedy nemělo stát v cestě nominace Johna McCaina, který už před Romneyho krokem měl bezmála zajištěnou potřebnou podporu volitelů na republikánském konventu.
 Raketoplán Atlantis odstartoval k letu, který vynese k Mezinárodní vesmírné stanici ISS evropskou vesmírnou laboratoř Columbus.
 Zemřel kníže Andrew Bertie, velmistr Suverénního řádu maltézských rytířů
8. února – pátek
 Senát a sněmovna na společné schůzi ve Španělském sále prezidenta zatím nezvolili. Schůze byla přerušena před vyhlášením výsledků druhého kola první volby. Václav Klaus nakonec získal ve druhém kole dohromady 142 hlasů poslanců a senátorů, což by mu ve třetím kole stačilo ke zvolení.
 Bývalý policista Tomáš Čermák se při zákroku na poslankyni Kateřinu Jacques na prvomájové demonstraci v roce 2006 nedopustil trestného činu. Verdikt vyslovil Obvodní soud pro Prahu 2.
 Lednová míra inflace dosáhla v Česku devítiletého maxima 7,5 %. Zásadní vliv mělo zvýšení sazeb DPH, zavedení poplatků u lékaře a růst regulovaného nájemného.
9. února – sobota
 Senátoři a poslanci nezvolili v první volbě prezidenta. Ve třetím kole volby získal Václav Klaus 139 hlasů (potřeboval 140), Jan Švejnar získal 113 hlasů. Nehlasovali poslanci za KSČM.
 Turecký parlament schválil dodatek k ústavě, který zmírňuje zákaz nošení šátku na univerzitách. Studentky si odteď budou moci zahalovat hlavu šátkem vázaným pod bradou (tzv. basörtüsü), zatímco šátky zakrývající celou hlavu, které jsou považovány za symbol politického islamismu, zůstávají zakázány. Podle vlády je přijetí nové úpravy nezbytné z hlediska respektování lidských práv, neboť dosavadní úplný zákaz šátku mnohým muslimkám znemožňoval studovat.
10. února – neděle
 V jihokorejském Soulu shořela dřevěná brána Namdemun, jedna z nejvýznamnějších památek v zemi. K založení požáru se přiznal 69letý žhář.
 V Little Rocku (Arkansas) zemřel ve věku 75 let americký herec Roy Scheider (* 10. listopadu 1932). Mezi jeho nejznámější patří role policejního velitele Martina Brodyho ve filmu Čelisti.
11. února – pondělí
 Vražda Milady Horákové je podle Vrchního soudu v Praze promlčena. Soud tak ukončil řízení ve věci bývalé prokurátorky Brožové-Polednové, která se odvolala proti osmiletému trestu vězení, udělenému soudem nižší instance.
13. února – středa
 KSČM schválila za svého kandidáta na prezidenta europoslankyni Janu Bobošíkovou. V pátek 15. února se o Hrad utkají tři kandidáti: Jan Švejnar, Václav Klaus a Jana Bobošíková.
14. února – čtvrtek
  Papež Benedikt XVI. rozhodl o reorganizaci územních struktur římskokatolické církve na Slovensku. Zanikla arcidiecéze bratislavsko-trnavská a vznikly tři nové diecéze: metropolitní arcidiecéze bratislavská, v jejímž čele stane msgre Stanislav Zvolenský, arcidiecéze trnavská s dosavadním bratislavsko-trnavským arcibiskupem Jánem Sokolem, a diecéze žilinská, kterou povede msgre Tomáš Galis.
15. února – pátek
 Prezidentem České republiky byl ve třetím kole druhé volby těsnou většinou zvolen Václav Klaus.
 Chicagský soud prohlásil milionáře Steva Fossetta, který byl nezvěstný od 3. září 2007, za mrtvého. Fossett se ztratil při přeletu pouště v Nevadě. Tělo ani trosky letadla nebyly dosud nalezeny.
16. února – sobota
 Kosovský premiér Thaçi potvrdil datum jednostranného vyhlášení samostatnosti provincie na neděli 17. února. Očekává se, že tento akt uznají USA a Evropská unie. Srbsko a Rusko tento krok jednoznačně odmítají.
17. února – neděle
 Kosovský parlament v 15:50 SEČ jednostranně vyhlásil samostatnost provincie na Srbsku a prohlásil Kosovo za demokratický, světský a multietnický stát.
18. února – pondělí
  Spojené státy americké uznaly ústy ministryně Riceové nezávislost Kosova.
  Ministr zahraničí Karel Schwarzenberg je připraven uznat nezávislost Kosova ve chvíli, kdy tak učiní většina evropských zemí, a za předpokladu zodpovědného chování kosovského vedení.
   Evropská unie ponechá rozhodnutí ohledně uznání kosovské nezávislosti na svých jednotlivých členech. Oficiálně ji uznala ústy svého ministra zahraničí Bernarda Kouchnera Francie.
  Prezident Spojených států George W. Bush uznal samostatnost Kosova. Jejím obyvatelům vzkázal, že „jsou nezávislí“.
19. února – úterý
 Kubánský prezident Fidel Castro oznámil, že již nebude znovu kandidovat na funkci prezidenta a vrchního velitele ozbrojených sil. Mandát mu skončí 24. února 2008.
20. února – středa
 Raketoplán Atlantis úspěšně přistál na Floridě po 24. misi u Mezinárodní kosmické stanice ISS, k níž vynesl evropský modul laboratoř Columbus.
24. února – neděle
 Kubánský parlament zvolil za nového prezidenta Raúla Castra, mladšího bratra Fidela Castra.
25. února – pondělí
 Markéta Irglová společně s irským hudebníkem Glenem Hansardem získali za píseň „Falling Slowly“ Cenu Akademie.
Oscara za nejlepší cizojazyčný film získala Ďáblova dílna, film rakouských filmařů natočený podle stejnojmenné knihy Adolfa Burgera
26. února – úterý
 V hloubce přes 1200 metrů pod povrchem hory Plattaberget v norském souostroví Svalbard zahájilo provoz úložiště semen rostlin z celé planety Země. Mají zde být chráněna tak, aby přečkala globální katastrofy jako např. jaderná válka nebo srážka Země s planetkou.
 V hospici Svatého Štěpána v Litoměřicích zemřel Jaroslav Macek, dlouholetý historik, archivář a kancléř litoměřického biskupství
29. února – pátek
 Turecká armáda začala s úplným stahováním svých jednotek z iráckého území, kam vnikly před týdnem s cílem zlikvidovat základny kurdských separatistů. Za hlavní důvod stahování jednotek je pokládán diplomatický tlak USA, které v souvislostí s touto vojenskou akcí vyjádřily znepokojení.